# Cimitero militare italiano di Mauthausen
Il cimitero militare italiano di Mauthausen (in tedesco Soldatenfriedhof Mauthausen) è un cimitero di guerra internazionale, il più grande dell'Alta Austria. È situato nella località di Reiferdorf a circa 3 km a nordest di Mauthausen. Accoglie 16 057 caduti, tra i quali 10 845 soldati morti durante la prima guerra mondiale nell'allora campo di prigionia di Mauthausen, e 5 212 persone uccise durante la seconda guerra mondiale, la maggioranza dei quali civili deportati morti nel campo di concentramento di Mauthausen sorto sul preesistente campo di prigionia o nelle marce della morte nel 1945.

## Storia
Il cimitero venne creato già durante la prima guerra mondiale, come cimitero per i prigionieri morti nel vicino campo di prigionia di Mauthausen. Incerta è la data dell'apertura, ma probabilmente avvenne già nel 1914, nei primi mesi di esistenza del campo. A causa dell'alimentazione insufficiente e, quindi, della debolezza fisica dei prigionieri, si sviluppò infatti già nel primo inverno 1914-1915 un'epidemia di tifo petecchiale. Complice l'insufficiente assistenza medica nel campo, vi fu un'altissima mortalità: all'aprile 1915 i morti saranno circa 8 000, soprattutto prigionieri serbi (ma vi morirono anche uno dei medici del campo e anche l'allora vescovo di Linz, Rudolph Hittmair, che contrasse l'infezione a seguito di una sua visita al campo). Quasi tutti i morti per l'epidemia nel campo vennero raccolti in sei fosse comuni, nelle quali giacciono ancora oggi 8 000 serbi e 55 tra inglesi, francesi, rumeni, austriaci, cechi e ungheresi. Qualche prigioniero venne invece sepolto in tombe singole non segnalate, la cui posizione è nota solo con una certa aprossimazione. Tra i morti serbi sepolti nelle fosse comuni, per 4 000 sono noti i dati anagrafici, mentre gli altri sono ignoti. Tutti loro sono segnalati simbolicamente da croci di gruppo, anche se la posizione esatta delle fosse comuni all'interno del cimitero è ignota.

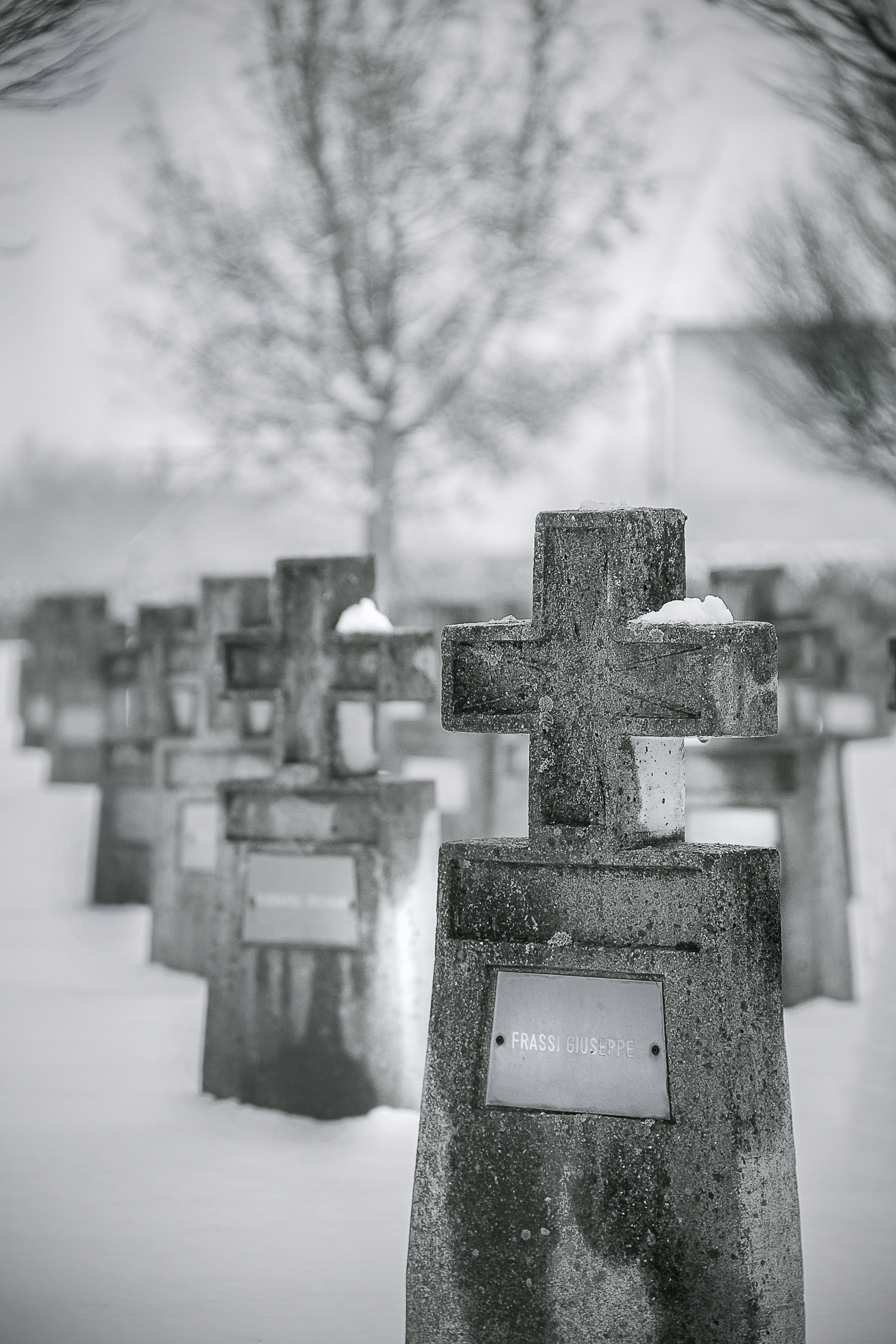
Dettaglio di cippi funerari

Tra il marzo e l'aprile 1915 le autorità riuscirono a fermare l'epidemia, disinfettando una parte del campo e bruciandone un'altra, mentre i prigionieri serbi sopravvissuti vennero tutti trasferiti in un nuovo campo ad Aschach an der Donau. Il campo di prigionia cominciò ad essere riempito nuovamente solo nel giugno 1915 da prigionieri italiani, appena entrati in guerra contro l'Austria-Ungheria. Le condizioni igieniche erano migliorate rispetto all'inverno precedente, grazie ad alcune contromisure, e il tifo tornò nel campo solo nel 1917. Ciononostante, i morti italiani in prigionia furono comunque numerosi, a causa dei lavori pesanti cui erano adibiti e delle scarsissime razioni che venivano loro fornite, complice anche la politica dello Stato italiano che escludeva l'invio di razioni ai propri prigionieri, al contrario di tutti gli altri paesi dell'Intesa. I caduti inumati nel cimitero in questo periodo risultano essere 1 816 nei registri austriaci, anche se oggi le tombe presenti nel settore delle sepolture italiane della prima guerra mondiale sono 1 766. Tra il 1922 e il 1923 i caduti italiani vennero esumati e sepolti in tombe individuali, segnalate da una croce di cemento, a volte in comune con la tomba a fianco.
Tra il gennaio e il febbraio 1945 venne scavata da parte dei nazisti una grande fossa comune nel settore settentrionale del vecchio cimitero di guerra della precedente guerra mondiale. Qui vennero sepolti circa 2 000 ex deportati provenienti dai campi di Auschwitz, Gross-Rosen, Ravensbrück e Sachsenhausen giunti già morti a Mauthausen dopo le marce della morte. Questi prigionieri vennero direttamente sepolti nelle fosse, senza essere identificati, dunque sono tutti ignoti. Questi deportati sono stati lasciati qui anche dopo la guerra, nonostante ci fossero proposte del Comitato Internazionale di Mauthausen degli ex deportati per esumarli in un futuro ossario monumentale dedicato ai caduti nel campo di concentramento o comunque all'interno del cimitero nel lager dedicato ai deportati non identificati. Tuttavia, sia per il fatto che la fossa comune si trovava già in un'area protetta come il vecchio cimitero di guerra sia perché nessuno si prese in carico questi sepolti ignoti dei quali non si sapeva con certezza nemmeno da dove venissero, alla fine questi piani caddero nel vuoto.
L'ultimo gruppo di caduti si aggiunse alla fine degli anni cinquanta. In questo periodo venne infatti deciso dal Commissariato generale per le onoranze ai caduti in guerra italiano di seppellire i deportati italiani morti nel vicino campo di concentramento di Mauthausen (costruito sui resti del vecchio campo di prigionia austriaco) a fianco del vecchio cimitero militare della prima guerra mondiale. Oltre agli ex deportati di Mauthausen e dei suoi sottocampi, vennero qui sepolti internati italiani morti durante la seconda guerra mondiale in tutta l'Austria, sia civili che militari. Originariamente i caduti sepolti furono, secondo i registri austriaci, 3 212, ma molti di loro vennero successivamente rimpatriati in Italia. Per accoglierli venne costruito dalla Commissione italiana un nuovo settore del cimitero, che attualmente ne costituisce il settore occidentale e che dal 1957 è di proprietà del Governo italiano. Le sepolture dei 1 677 caduti oggi presenti, tutti noti, sono segnalate da croci individuali con le generalità del caduto.
In questo cimitero il 19 giugno 2004 ebbe luogo il 13º incontro Italo-Austriaco della Pace a ricordo dei caduti e delle vittime civili della prima e seconda guerra mondiale. La cura del Cimitero di guerra internazionale è affidata in parte alla Croce Nera Austriaca, ente che gestisce su base volontaria la tutela, la conservazione e la custodia delle sepolture di guerra della Prima Guerra Mondiale in Austria e di quelle austriache all'estero, e in parte al Ministero federale dell'interno austriaco.

## Struttura
L'area cimiteriale è di forma trapezoidale. Nel settore occidentale sono collocate le tombe singole italiane della seconda guerra mondiale, con al centro un tripode con una base in granito. Su un lato della base è riportata l'iscrizione "AI CADUTI ITALIANI – PRIGIONIERI DEI LAGER DI KAISERSTEINBRUCH – 1940-1945" (successivamente modificata con la dicitura "AI CADUTI ITALIANI DI MAUTHAUSEN – 1943-1945"). Nelle fasce laterali meridionale e orientale sono dislocati i riquadri italiani dei prigionieri della prima guerra mondiale, anch'essi in tombe singole disposte in file regolari.
Nel settore settentrionale sono collocate le fosse comuni dei deportati della seconda guerra mondiale. Il luogo in cui sorge la fossa comune è oggi segnalato da una croce in legno, avvolta da filo spinato, e da una targa, anche se questo segno identificativo è stato criticato, dato che verosimilmente la maggioranza dei deportati sepolti erano ebrei. Infine, nel settore centrale sono collocati gli altri monumenti: le croci che ricordano le fosse comuni dei prigionieri serbi, obelischi che ricordano i prigionieri russi, due cappelle votive e un monumento dedicato ai prigionieri italiani.

### Il monumento

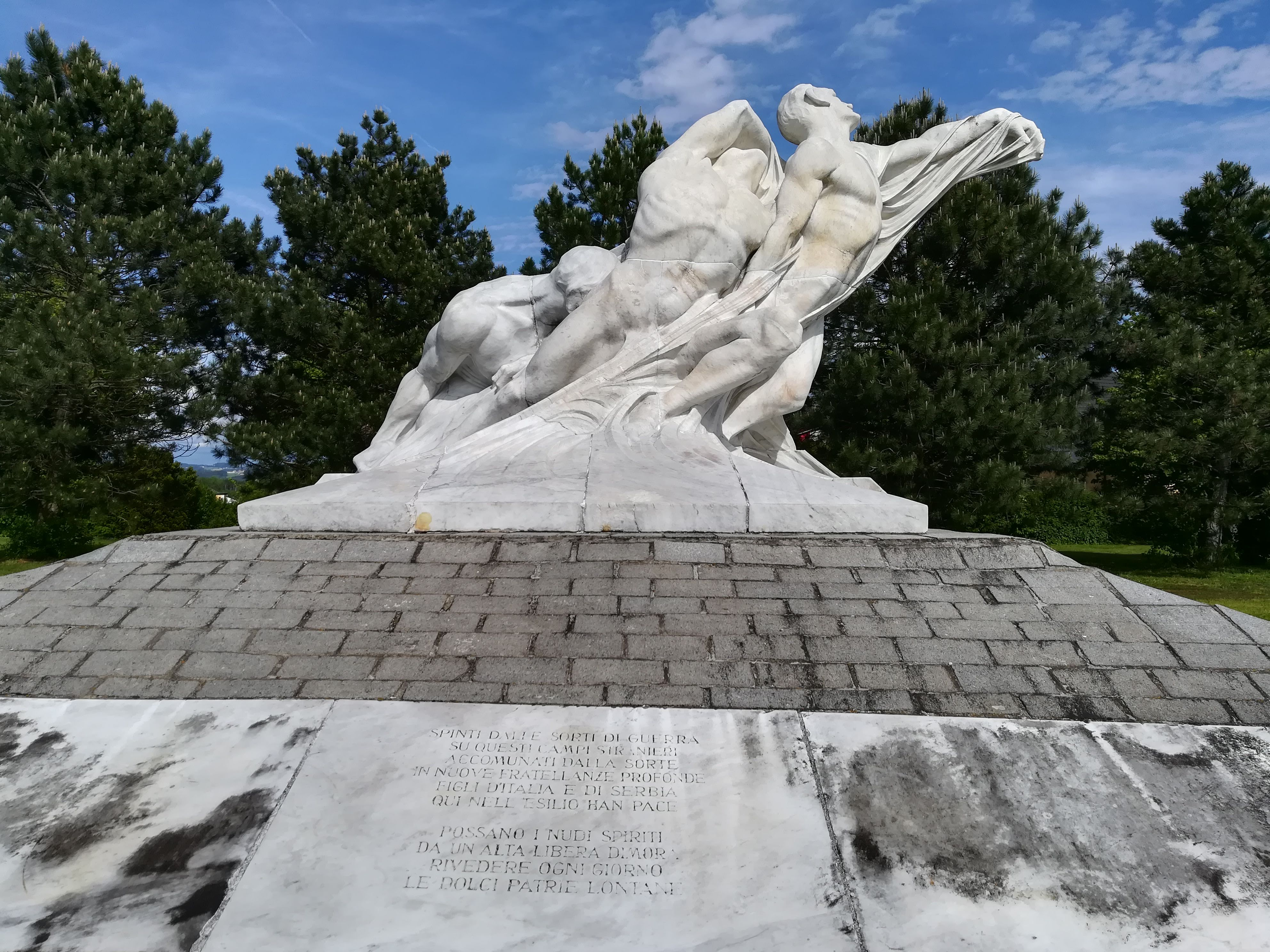
Immagine del monumento

Nel settore centrale del cimitero si trova un monumento in marmo di Carrara dedicato ai prigionieri italiani morti nella prima guerra mondiale. Opera dello scultore Paolo Boldrin, ex prigioniero di guerra a Mauthausen, venne inaugurato il 14 giugno 1922.
Sui quattro lati del basamento sono scolpite nella duplice lingua italiano e tedesco le seguenti iscrizioni:
- sul lato est: Eretto per Regio decreto del Governo Italiano nel 1920. La cura di questo monumento è affidata alla Croce Nera d'Austria.
- sul lato sud: Qui riposano in pace 1 759 italiani, 5 000 serbi, 3 inglesi, 2 francesi, 2 rumeni, 1 polacco, 7 russi, 5 cecoslovacchi, 30 ungheresi, 3 austriaci, 7 di nazionalità sconosciuta.
- sul lato ovest (soltanto in italiano): Spinti dalle sorti di guerra / su questi campi stranieri / accomunati dalla sorte / in nuove fratellanze profonde / figli d'Italia e Serbia / qui nell'esilio han pace. / Possano i nudi spiriti / da un'alta libera dimora / rivedere ogni giorno / le dolci patrie lontane.
- sul lato nord: Dalle loro lontane case, le Madri raccomandano questo monumento alla pietà delle nobili popolazioni dell'Alta Austria.

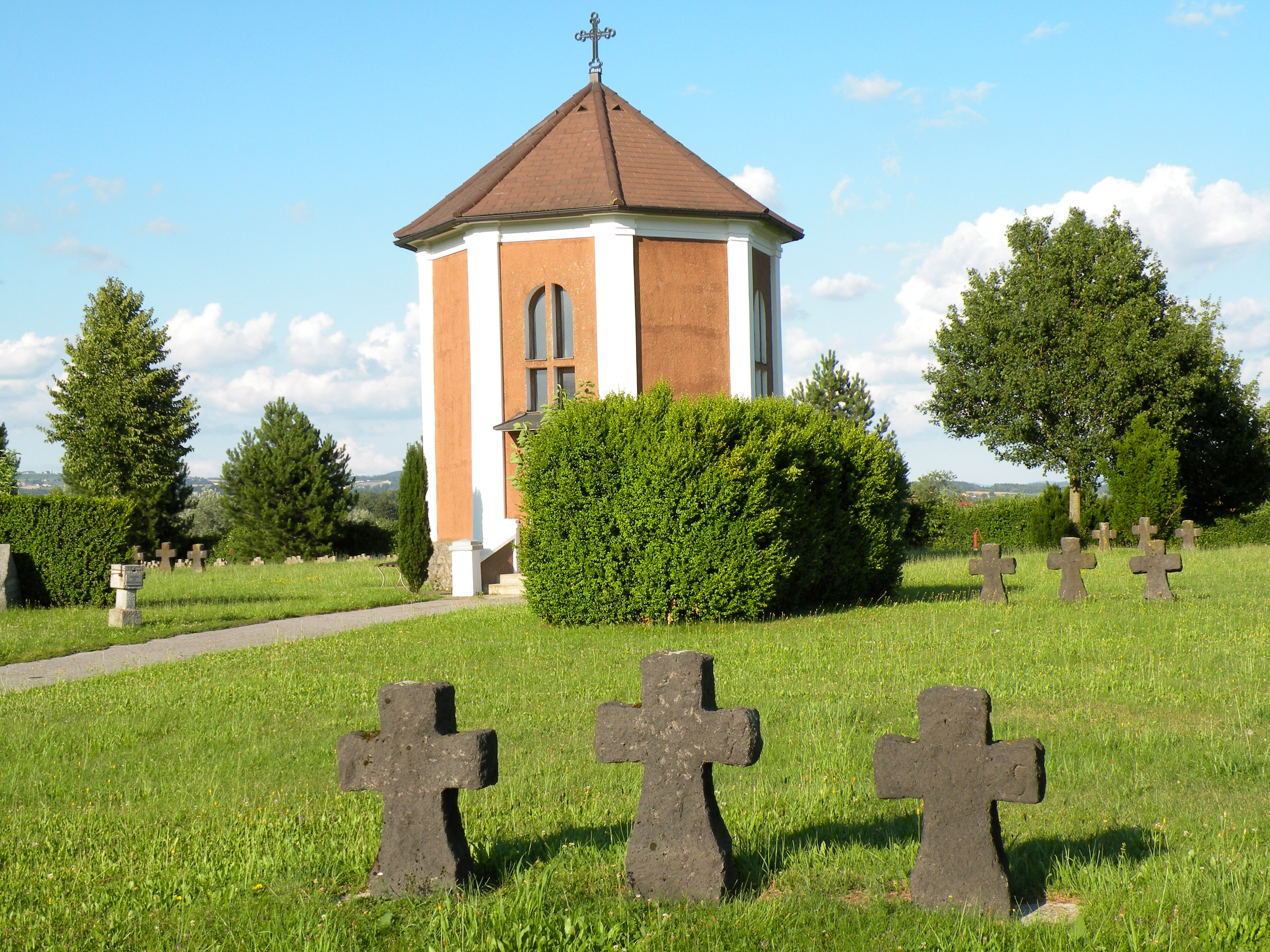
Cappella votiva con i nominativi dei caduti italiani

### Le Cappelle votive
Poco discosta dal monumento, centralmente al campo sorge la cappella votiva, di base ottagonale con lato 5,6 metri per un'altezza di 10 metri, eretta dopo la prima guerra mondiale. Al suo interno è collocato un Albo d'Onore consultabile riportante i nominativi, il grado e la posizione delle sepolture dei caduti italiani in entrambe le guerre qui sepolti. Una lapide metallica alla parete riporta i diversi luoghi d'Austria dove più di 700 soldati italiani sono rimasti sepolti perché impossibilitati ad essere qui traslati.
Dopo decenni di discussioni e cinque anni di lavori, nel 2021 è stata completata la costruzione di un'altra cappella serbo-ortodossa a ricordo dei prigionieri serbi della prima guerra mondiale qui sepolti. La cappella è stata finanziata dalla Serbia e dalla Repubblica Serba di Bosnia ed Erzegovina.